# Cesinanda Narciso
Cesinanda Teresa José de Kerlan Xavier Narciso é uma política angolana. Filiada à Convergência Ampla de Salvação de Angola - Coligação Eleitoral (CASA-CE), é deputada de Angola pelo Círculo Eleitoral Nacional desde 28 de setembro de 2017.
Cesinanda concluiu bacharelado em teologia. Trabalhou como microbiologista em hospitais, chegando a exercer a função de técnica de análises microbiológicas. Posteriormente foi empresária e, em 1996, tornou-se secretária executiva da Associação das Mulheres Empresárias da Província de Luanda (ASSOMEL).